# Alfred Längle
Alfred Längle (* 16. August 1948 in Rankweil, Vorarlberg; † 17. August 2016) war ein österreichischer Diplomat.

## Leben
Längle studierte Rechts- und Handelswissenschaften an den Universitäten Wien und Innsbruck. 1971 erfolgte die Promotion zum Doktor iuris. Die folgenden Jahre war Alfred Längle Universitätsassistent an der Technischen Universität Wien.
Von 1978 bis 1980 arbeitete er im Bundesministerium für auswärtige Angelegenheiten. Die folgenden drei Jahre war Längle für die österreichische Botschaft in Algier und ab 1983 für die Österreichische Mission bei den Europäischen Gemeinschaften in Brüssel tätig. Nach vier Jahren in Brüssel kehrte Alfred Längle nach Wien ins Bundesministerium für auswärtige Angelegenheiten zurück. Von 1991 bis 1995 war er stellvertretender Leiter der Ständigen Vertretung Österreichs beim Europarat und Österreichischer Generalkonsul in Straßburg. Ab 1995 arbeitete Längle als österreichischer Generalkonsul in Krakau, bis er 1999 abermals ins Bundesministerium für auswärtige Angelegenheiten zurückkehrte. Von 2005 bis 2009 war er österreichischer Botschafter in der Republik Polen.
Ab dem 25. September 2009 war Alfred Längle österreichischer Botschafter in Mexiko. Seit der Schließung der österreichischen Botschaft in Bogotá im April 2012 war er zudem als Botschafter in Mexiko mitakkrediert für Panama. Im Amt als Botschafter in Mexiko wurde er im Februar 2014 von seiner Nachfolgerin Eva Hager abgelöst und trat in den Ruhestand, den er in Wien verbrachte. Er erhielt das Große Silberne Ehrenzeichen für Verdienste um die Republik Österreich.
Alfred Längle starb am 17. August 2016 an einem schweren Krebsleiden und hinterließ eine Frau und vier Kinder.